# قوبائية عشبية
قوبائية عشبية (الاسم العلمي: Zosterogrammidae)، فصيلة دويبات مفصلية منقرضة من ألفية الأرجل التي تحتوي على ثلاثة أجناس، ولكل منها نوع واحد فقط. وجدت أحفورياتها في جمهورية التشيك واسكتلندا والولايات المتحدة الأمريكية.